# Dwergrus
Dwergrus (Juncus pygmaeus, synoniem: Juncus mutabilis) is een plantensoort uit de russenfamilie (Juncaceae).

## Determinatie
Dwergrus is een eenjarige, kruidachtige plant die pollen vormt en een hoogte bereikt van 2–10 cm. Ze heeft dunne, rechtop tot iets schuin afstaande, lichtgroene of iets rode weinig vertakte stengels. De bladeren zitten alleen op de onderste helft van de stengel of vaak alleen maar aan de voet. De zwak gootvormige bladeren hebben een overlangse holte die door van buiten nauwelijks zichtbare dwarsschotjes in kamertjes is verdeeld. De onderste, open bladschede heeft twee, witvliezige, afgeronde oortjes. Het onderste schutblad is ongeveer even lang als de langste schermtakken.
De plant bloeit van mei tot in september met rechtopstaande en afstaande, langwerpige, tot 5 mm lange bloemen, die in groepjes (kluwens) van één tot vijf bloemen en aan de voet enkele bracteeën in een gevorkt bijscherm zitten. De lijnvormige tot langwerpige, 3-6 mm lange bloemdekbladen hebben een smal vliezig randje en een stompe tot vrij spitse top. De buitenste bloemdekbladen zijn evenlang als de binnenste. De bloem heeft drie tot zes meeldraden en drie korte stijlen.
De vrucht is een doosvrucht. Het zaad is 0,5 mm groot.

## Ecologie
Dwergrus staat op open, zonnige en warme, natte en basenrijke, voedsel- en vooral fosforarme, zwak zure, kalkarme tot kalkloze zand- en leembodems op plekken die een groot deel van het jaar onder water staan, maar in de zomer droogvallen. Ze groeit op de bodems van droogvallende vennen en plassen, op plagplekken, op ijsbaantjes en langs duinplassen.

## Verspreiding
Het verspreidingsgebied van dwergrus strekt zich uit over het Middellandse Zeegebied en kustgebieden van West-Europa. Nederland valt geheel binnen het Europese deel van het areaal. De soort staat op de Nederlandse Rode lijst van planten als zeer zeldzaam en sterk in aantal afgenomen. De plant is zeer zeldzaam in de duinen van Terschelling en Vlieland en bij Schoorl, in de Achterhoek en in Noord-Brabant. De eenjarige, kleine en pionierende soort is sterk achteruitgegaan door ontginning en ontwatering maar vooral door de sterk toegenomen bemesting. Dwergrus groeit meestal in polletjes met rechtop tot iets schuin afstaande stengels

## Fotogalerij

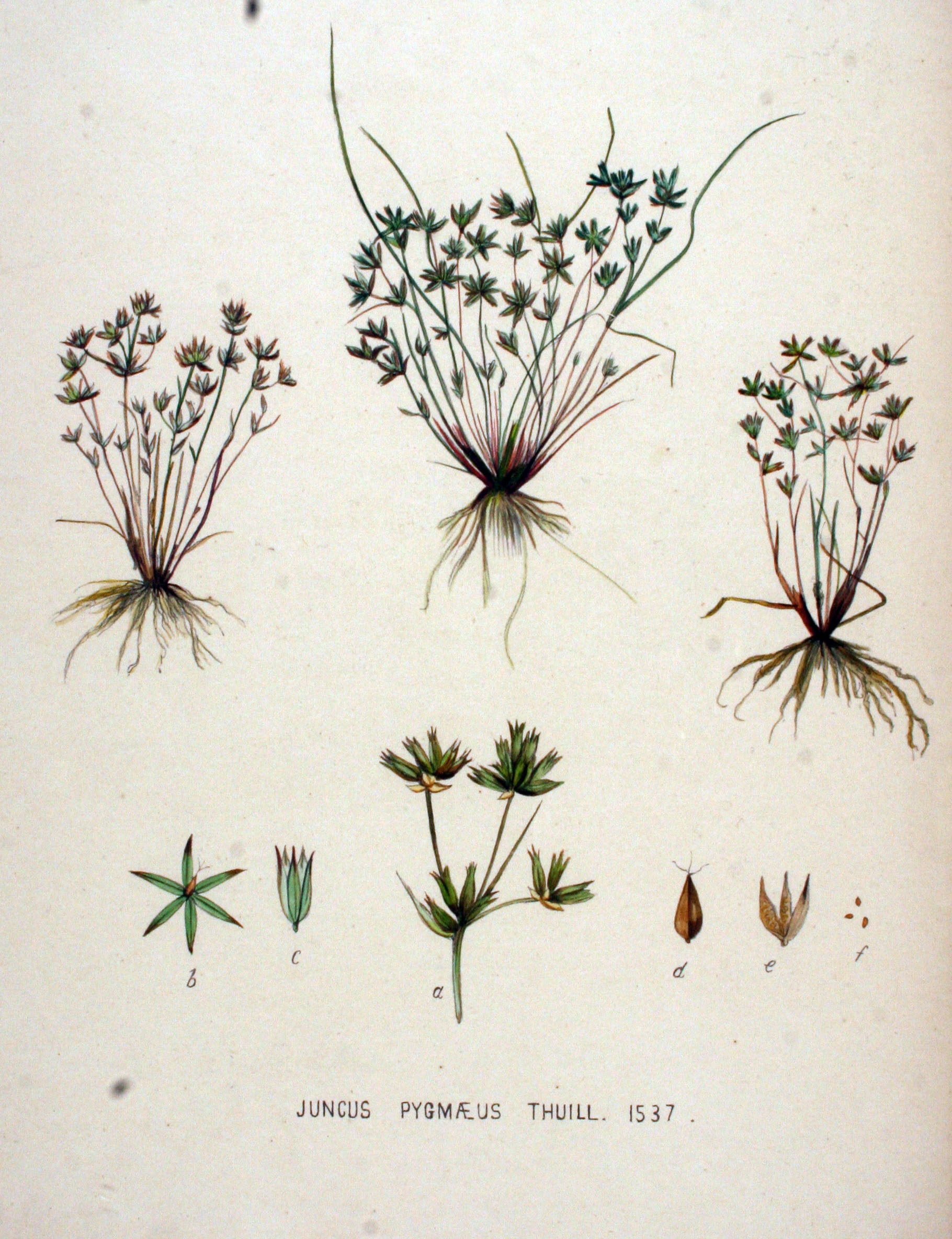
Flora Batava
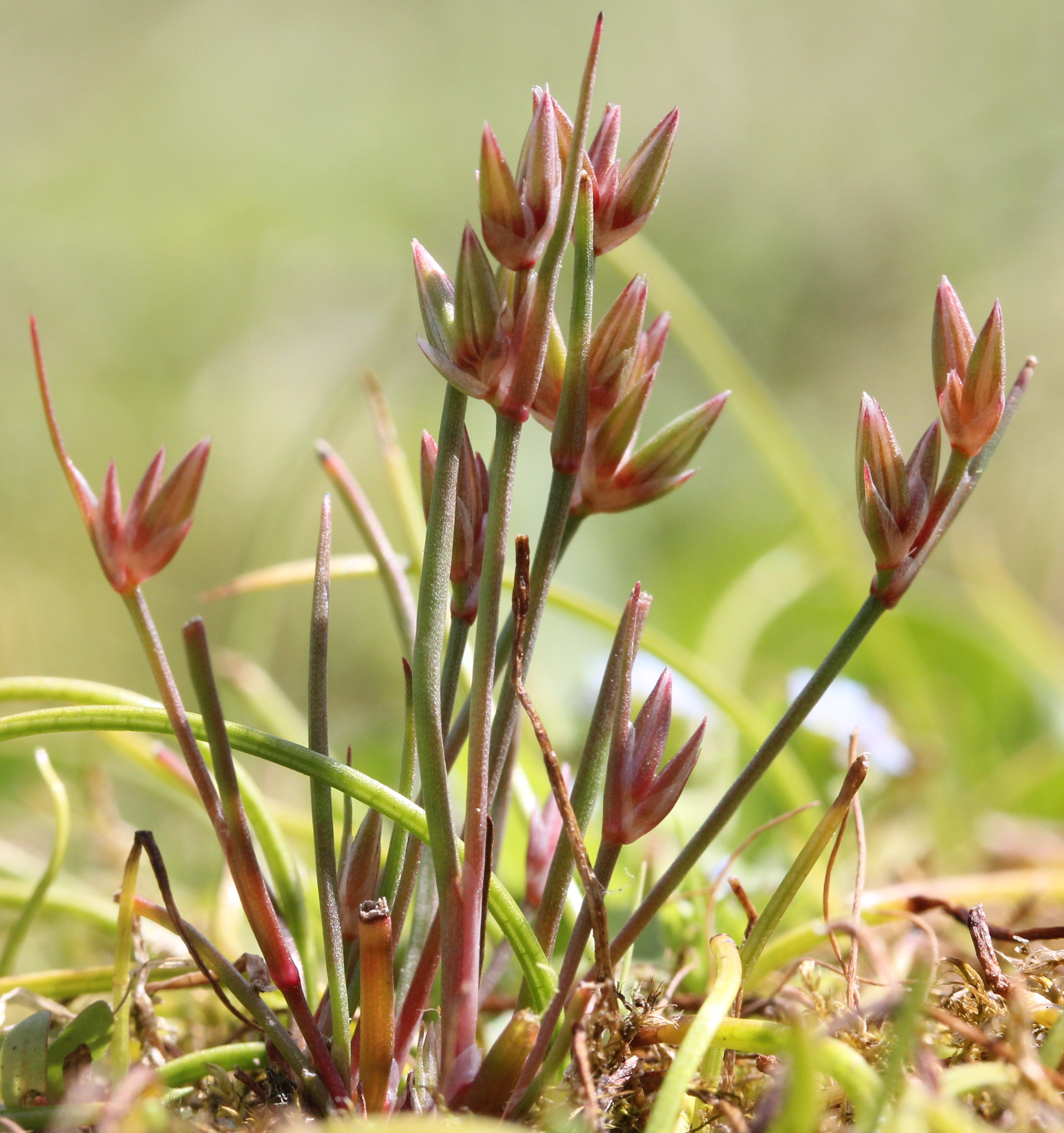
Plant
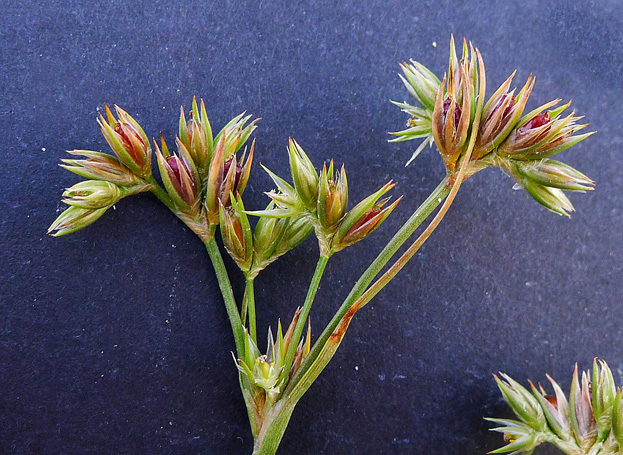
Bloeiwijze
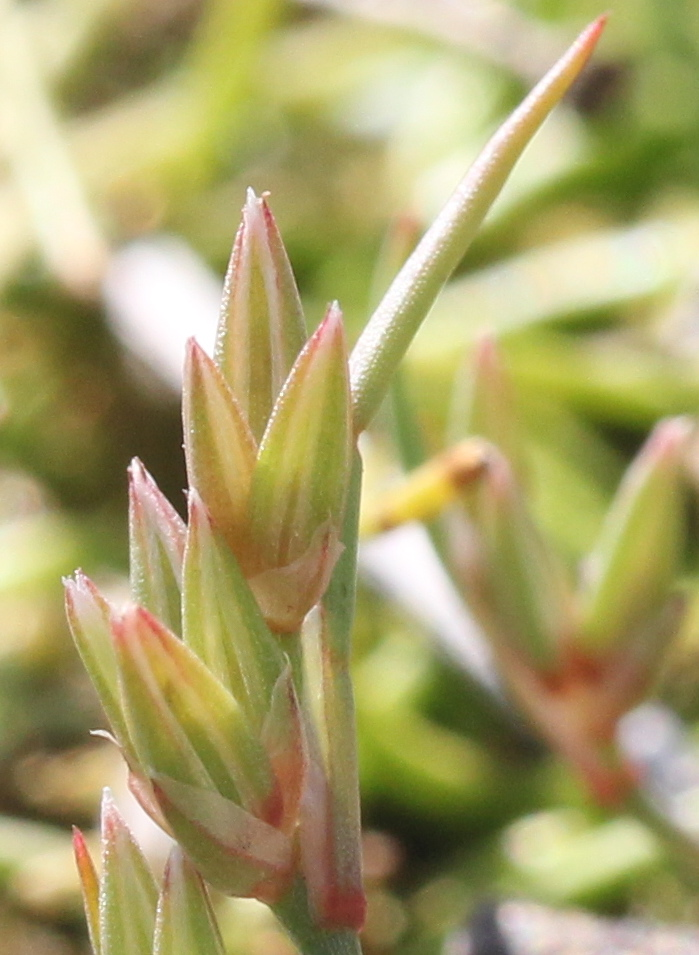
Bloemen